# Cửa Đông (phường)
Cửa Đông là một phường thuộc quận Hoàn Kiếm, thành phố Hà Nội, Việt Nam.
Phường Cửa Đông có diện tích 0,15 km², dân số năm 2021 là 6.652 người, mật độ dân số đạt 44.346 người/km².